# Tyssaer Wände

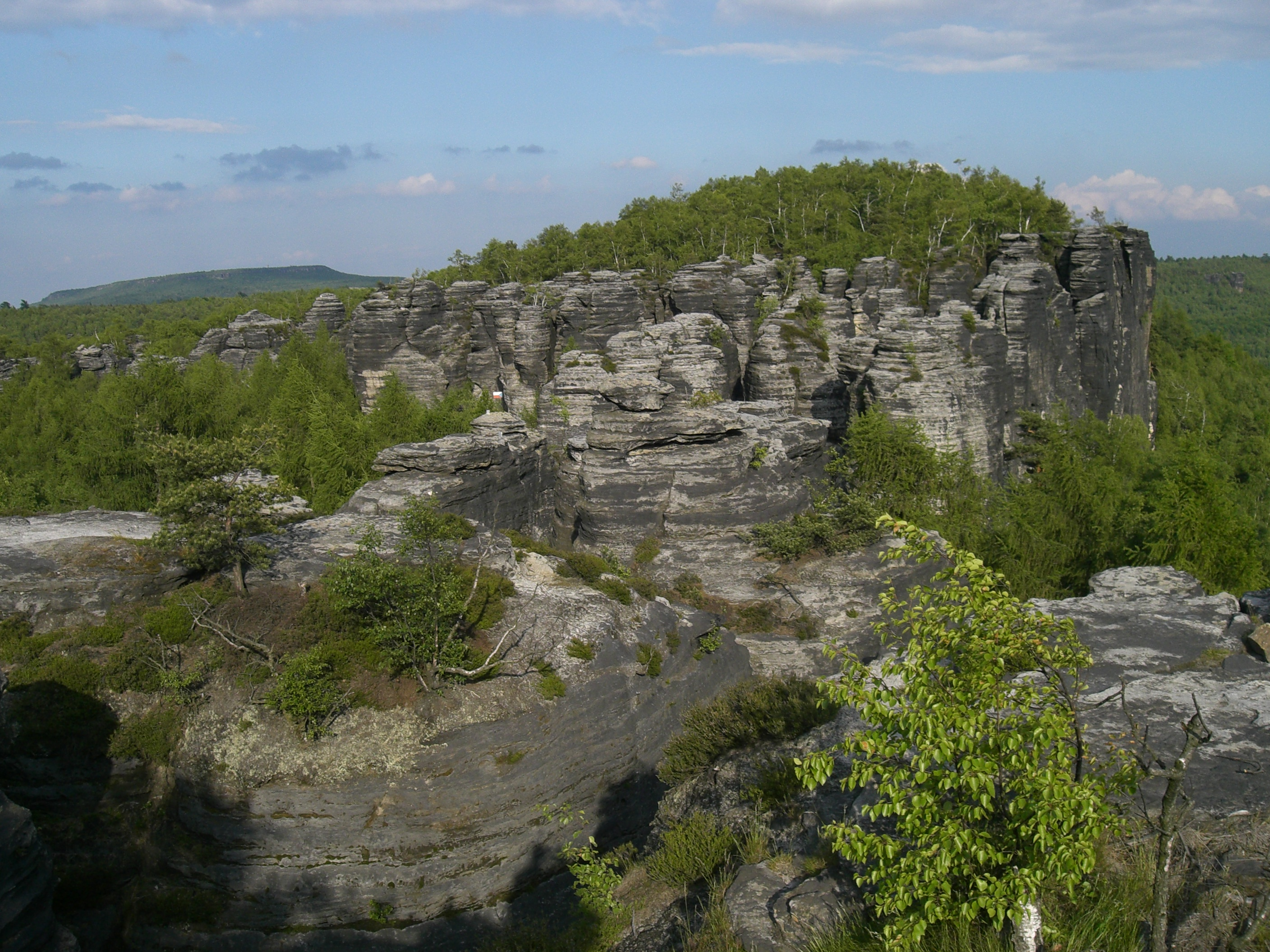
Blick auf die Großen Tyssaer Steine mit dem Hohen Schneeberg (links) im Hintergrund

Tyssaer Wände (tschechisch Tiské stěny) wird in Tschechien eine Felsenstadt im Westen der Böhmischen Schweiz unweit der landschaftlichen Grenze zum Erzgebirge genannt. Das Gebiet nahe dem namensgebenden Ort Tisá (Tyssa) mit seinen bis zu 30 m hohen Felsen gilt als eine der größten touristischen Attraktionen der Böhmischen Schweiz. Die Tyssaer Wände und auch die benachbarten Bürschlitzwände (Bürschlické stěny) stehen als Nationales Naturreservat unter Naturschutz.

## Topographie und Geologie
Die Tyssaer Wände befinden sich auf einer Höhe von etwa 600 m über dem Meer. Sie bilden eine in gebogener Linie angeordnete Felsenreihe am südwestlichen Rand der Sandsteinablagerungen vom Elbsandsteingebirge vom Erzgebirgsabbruch auf tschechischem Gebiet. Etwa ein Kilometer westlich von ihnen steht am Ortsrand von Tyssa der grob- und mittelkörnige Muskovit-Biotit-Orthogneis des östlichen Erzgebirgsraumes an. Dieser streicht auch am Hang südlich des Dorfes etwas in östliche Richtung.
Die Felsen weisen in der Senkrechten eine häufige vertikale Zerklüftung auf, die an vielen Stellen die gesamte Felsenhöhe umfasst. Horizontale Auswitterungen sind in den oberen Bereichen zu finden und haben einige bizarre Ausbildungen geschaffen, beispielsweise der Steinpilz genannte und gut zugängliche Fels.

Oberhalb des Ortes befinden sich die markanten Großen Tyssaer Steine, die aus einer nördlichen und südlichen Felsenfront entlang eines weitgehend noch kompakten Plateaus bestehen. Der westliche und dort in nordwestlicher Richtung abgewinkelte Felsenbereich wird als Kleine Tyssaer Steine bezeichnet. Sie sind stärker zergliedert und niedriger.
Die Felsen der Tyssaer Wände bestehen aus einem überwiegend mittelkörnigen Sandstein des unteren bis mittleren Turons der Kreidezeit. Sie gehören lithostratigraphisch der Weissenberger Formation (Bělohorské souvrství) im System der Böhmischen Kreide an. Das nahe nördliche und südliche Umfeld der Tyssaer Wände ist von diluvialen Sedimenten aus Lehm, Sand und blockhaltigen Geröll abgedeckt.
Im Sandstein findet sich auf eng begrenzten Schichthorizonten stärkere Konzentrationen von Eisenmineralen, die sich als gelbe bis rötliche Farbstreifen überwiegend horizontal markieren. Auffallend sind an vielen Stellen im Bereich der unteren sichtbaren Felszonen kleine und größere Höhlung sowie vereinzelte Tunnel mit ovalem Querschnitt, deren Wände oft mit Sinterablagerungen überzogen sind. Sie sind eine Hinterlassenschaft von Lösungsvorgängen im Sandstein.

In Zonen von starker Verwitterung ist die ausgeprägte Schichtung in geringen Abständen deutlich zu erkennen. Diese Merkmale der Schrägschichtung treten relativ häufig auf.

## Touristische Nutzung
Ein Ausgangspunkt für einen Besuch des Felslabyrinths ist die am Fuße der Tyssaer Wände liegende Gemeinde Tisá, von der Ortsmitte führt ein Wanderweg zum Eingang. Für den Zutritt in das Felslabyrinth wird ein Eintrittsgeld verlangt. Es besteht ein Naturlehrpfad, der in Form einer Acht durch die bizarren Felsen mit ihren fantasievollen Namen führt.
Bekannt ist das Areal auch als traditionsreiches Klettergebiet. Die Erschließung für den Klettersport begann um 1908 durch deutsche Kletterer aus Dresden und wurde nach dem Zweiten Weltkrieg ab Mitte der 1950er Jahre durch tschechische Kletterer fortgeführt. Heute gilt die klettersportliche Erschließung als weitgehend abgeschlossen. Die bedeutendsten Klettergipfel sind Doggenturm, Enthaupteter Major, Kurttürme und Januskopf. Der ehedem in den Bürschlitzwänden stehende bedeutende Klettergipfel Neuberturm hielt der fortschreitenden Erosion nicht mehr stand und brach 1981 zusammen.

## Galerie

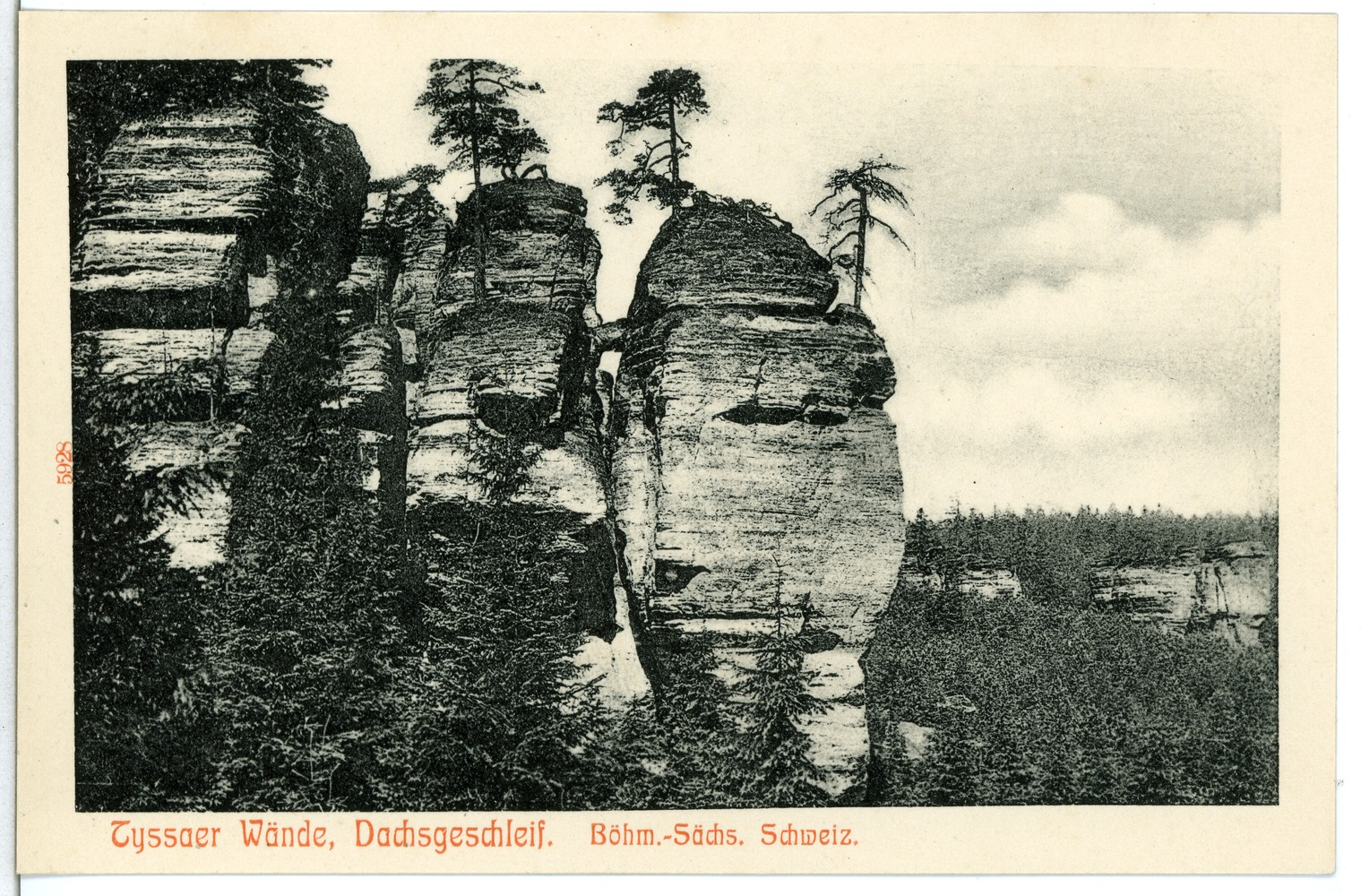
Historische Ansicht um 1905
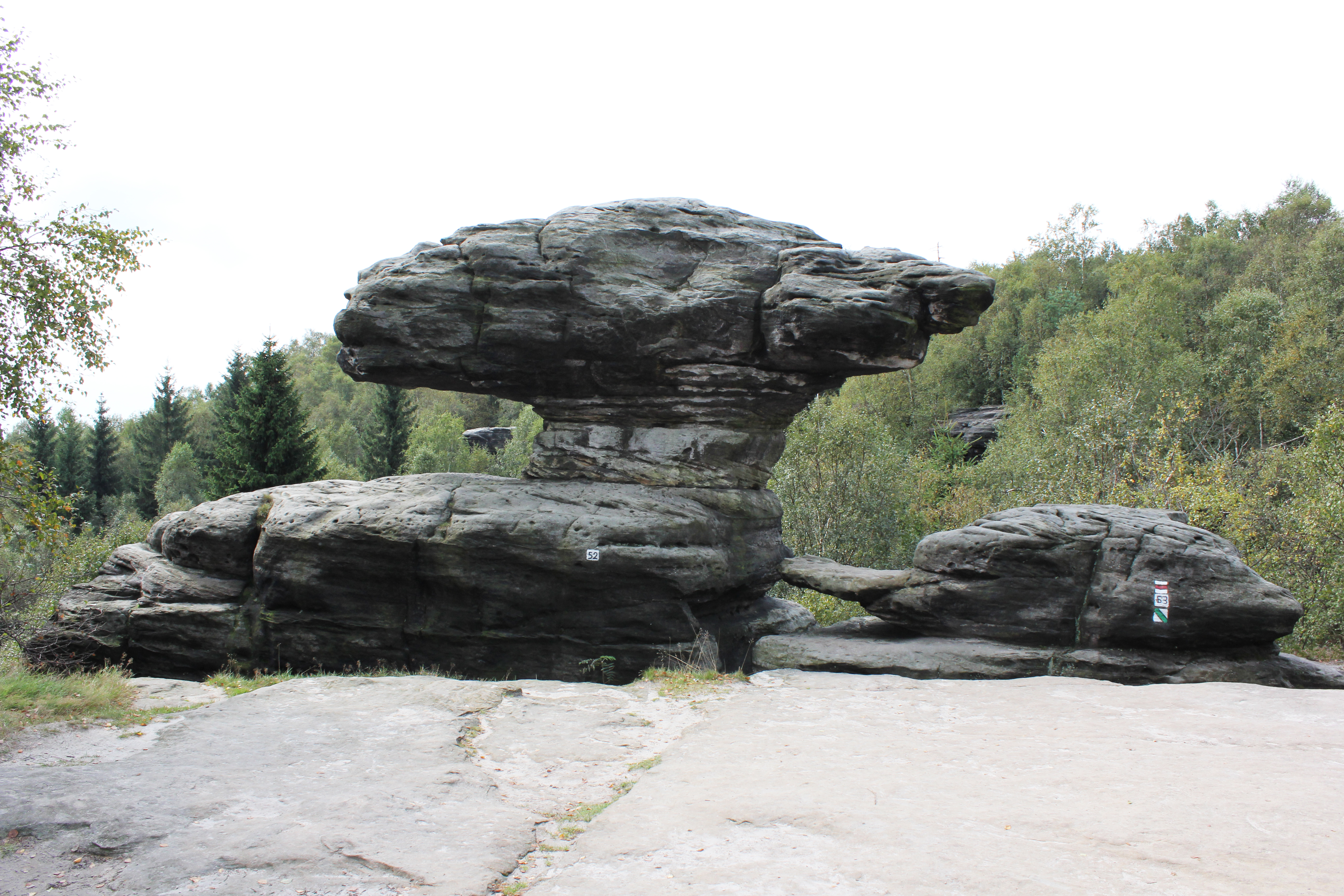
Steinpilz und Schildkröte, Wahrzeichen der Tyssaer Wände
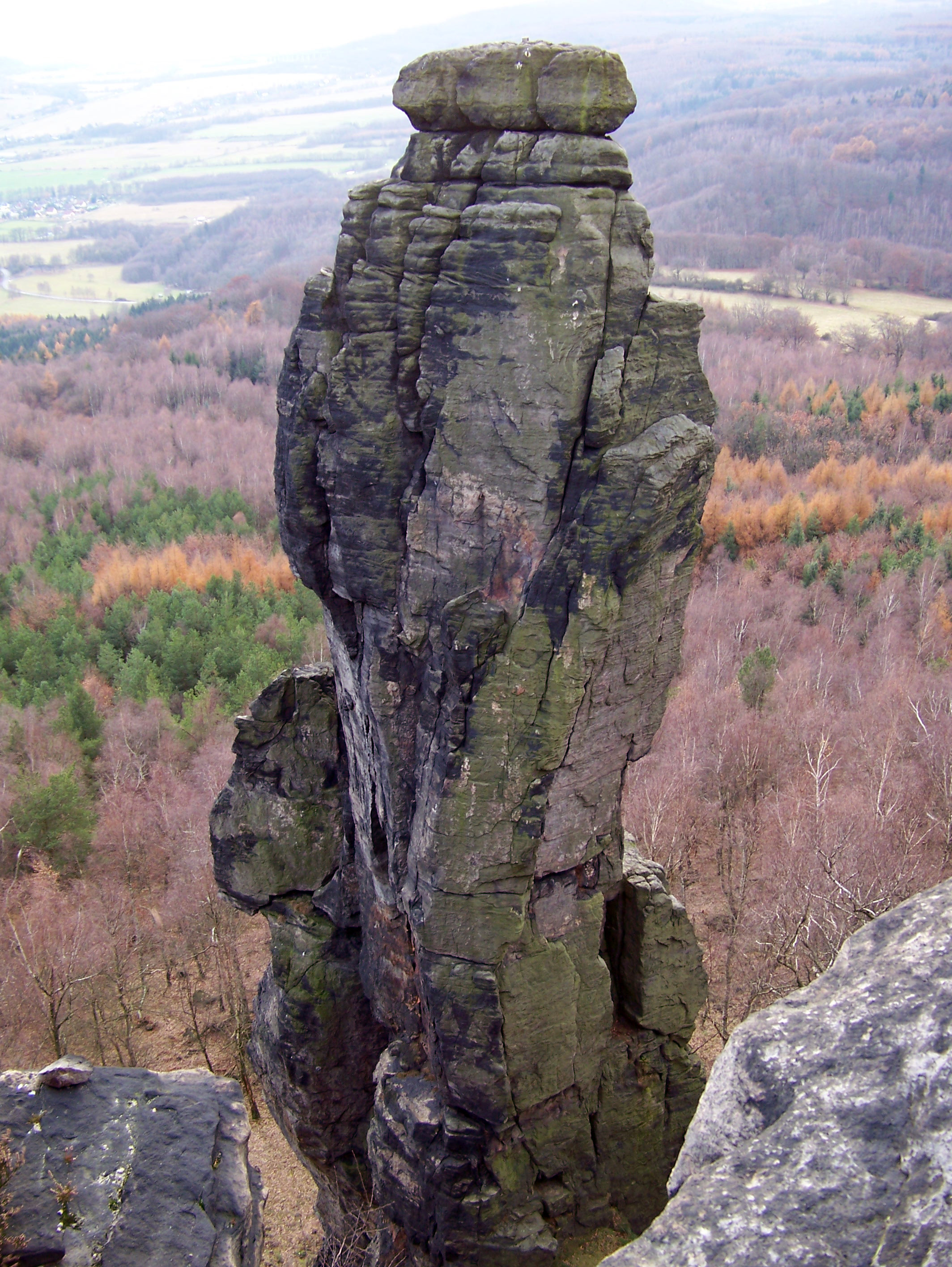
Doggenturm
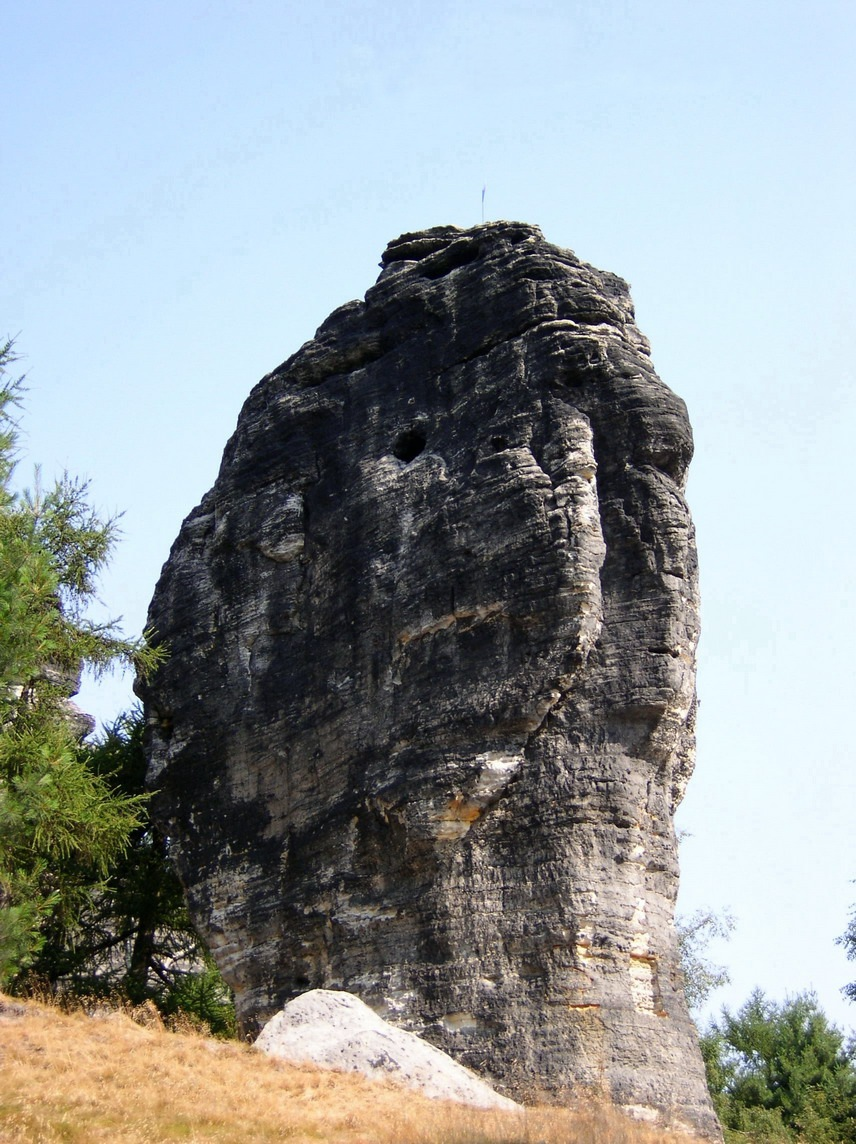
Januskopf
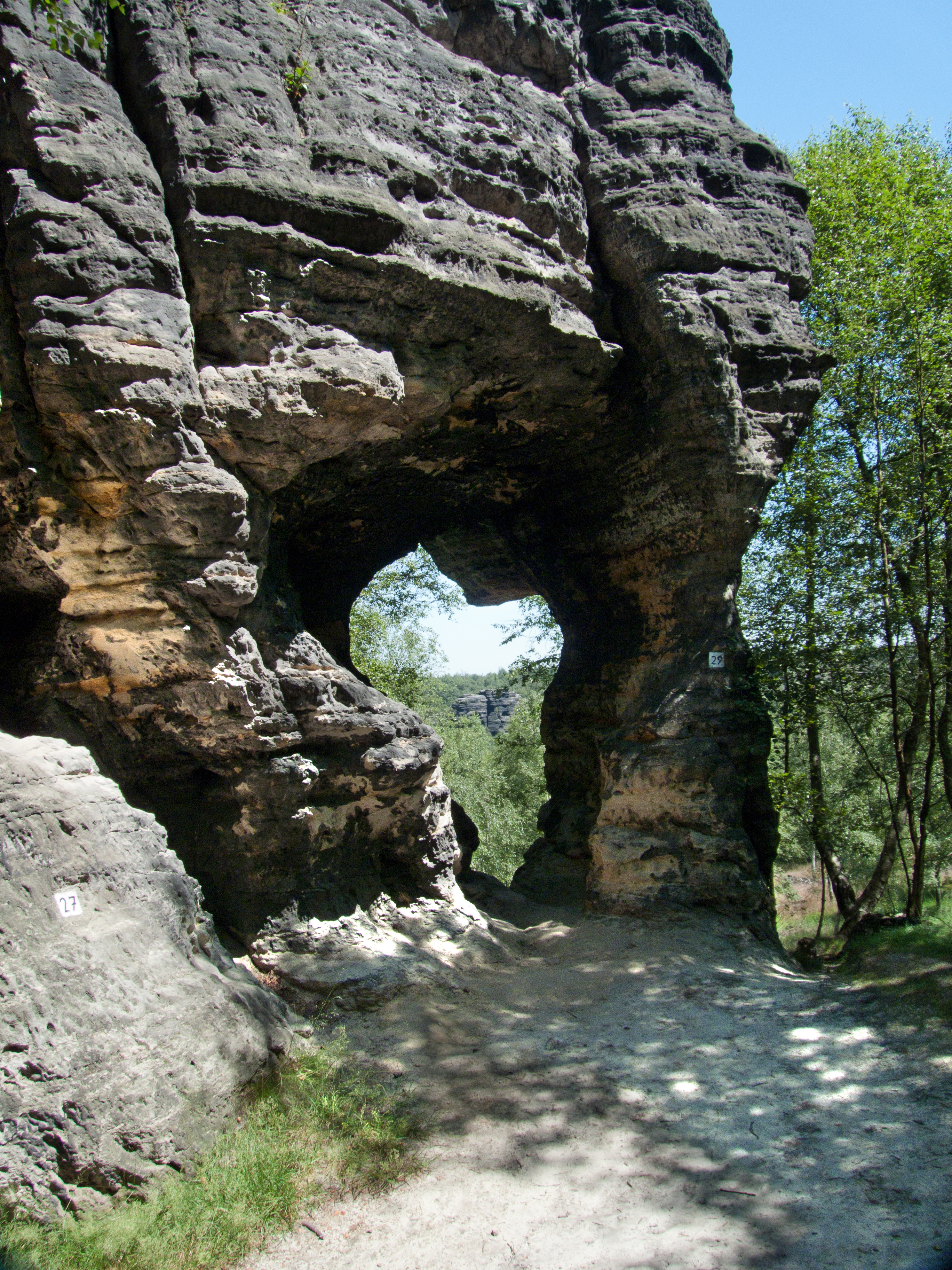
Umriss von Afrika
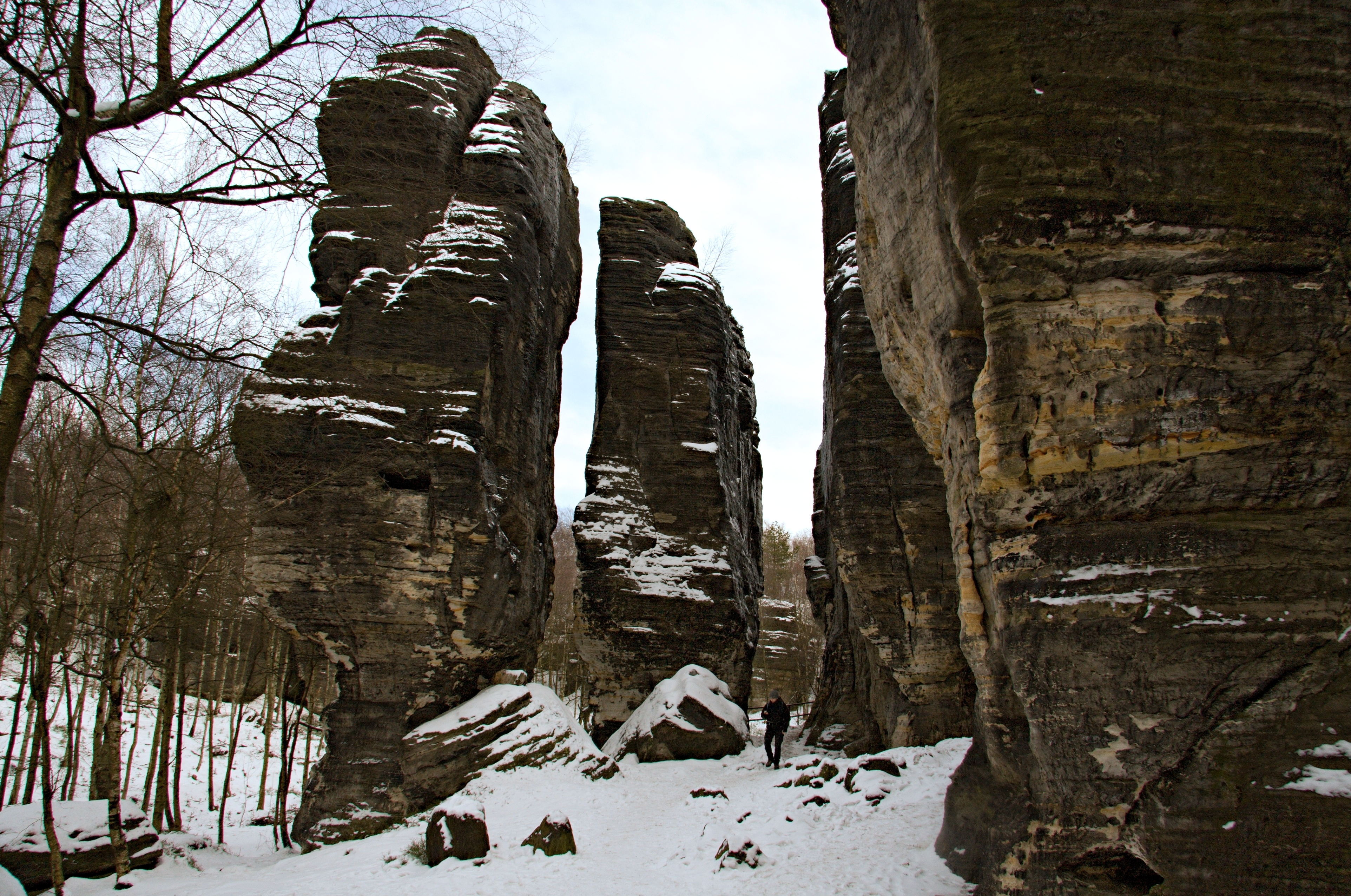
Felsformationen am Schneidergässchen
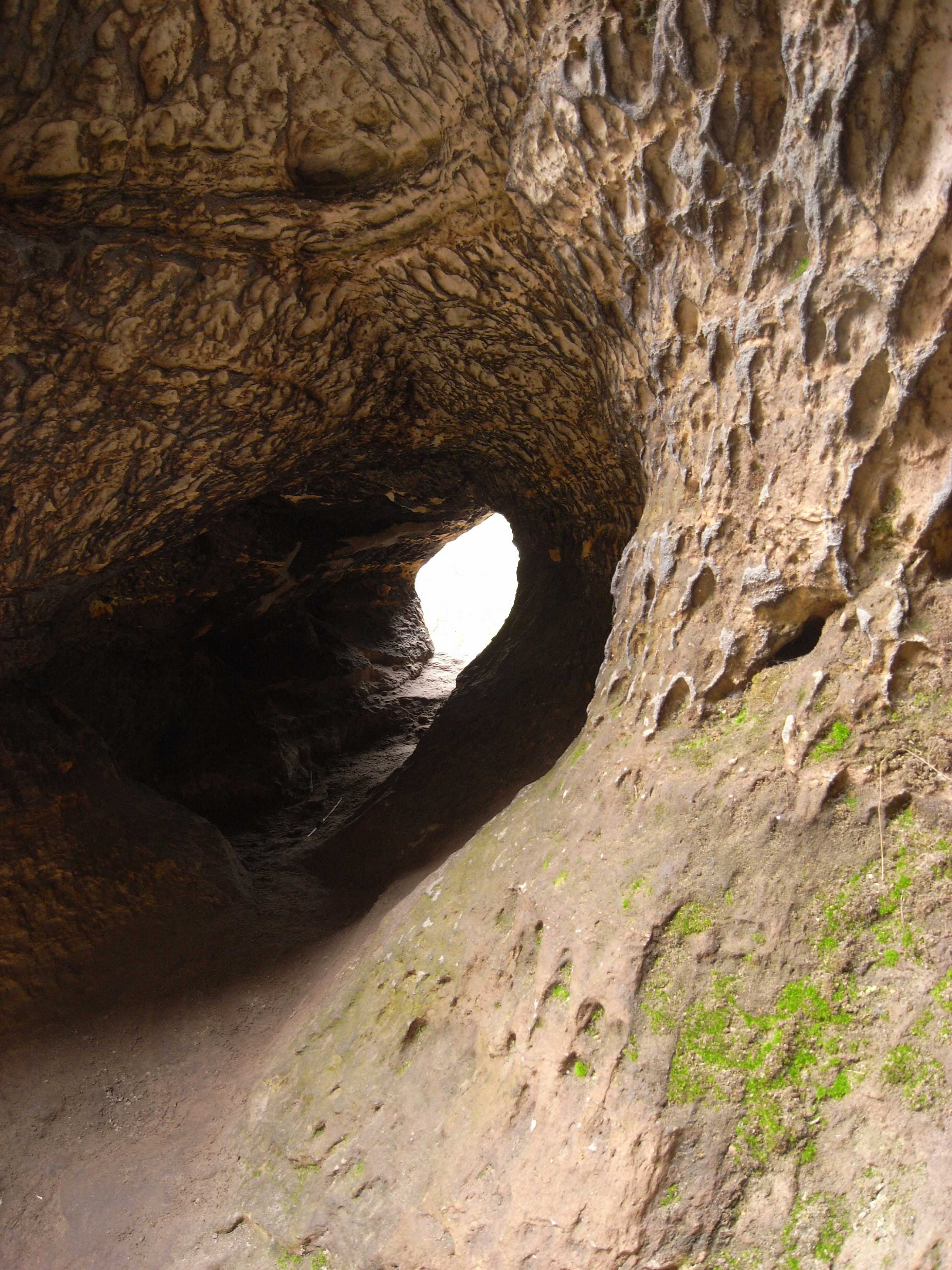
Verwitterungsformen in einem Tunnel